# Sarajevo Dio-Sarajevo Novi Grad
Sarajevo Dio-Sarajevo Novi Grad (en serbe cyrillique : Сарајево Дио-Сарајево Нови Град) est une localité de Bosnie-Herzégovine. Elle est située sur le territoire de la ville d'Istočno Sarajevo, dans la municipalité d'Istočna Ilidža et dans la république serbe de Bosnie. Selon les premiers résultats du recensement bosnien de 2013, elle compte 3 536 habitants.